# Myolepta
Myolepta is een vliegengeslacht uit de familie van de zweefvliegen (Syrphidae).

## Soorten
- M. auricaudata Williston, 1891
- M. aurinota Hine, 1903
- M. camillae Weems, 1956
- M. difformis (Strobl, 1909)
- M. dubia

Gele myolepta (Fabricius, 1805)
- M. lunulata Bigot, 1883
- M. nigra Loew, 1872
- M. nigritarsis Coe, 1957
- M. obscura (Becher, 1882)
- M. potens (Harris, 1776)
- M. strigilata Loew, 1872
- M. vara

Zwarte myolepta (Panzer, 1798)
- M. varipes Loew, 1869